# ماريو ليجا
ماريو ليجا (بالإيطالية: Mario Lega)‏ هو متسابق دراجات نارية إيطالي فاز ببطولة سباق الجائزة الكبرى للدراجات النارية. نافس في سباقات بطولة العالم لفئة 500 سي سي ولفئة 350 سي سي ولفئة 250 سي سي ولفئة 50 سي سي.

## البطولات
- سباق الجائزة الكبرى للدراجات النارية 1977

## روابط خارجية
- ماريو ليجا على موقع MotoGP.com (الإنجليزية)
- ماريو ليجا على موقع CONI honoured athlete website (الإيطالية)